# Vriesea broadwayi
Vriesea broadwayi är en gräsväxtart som beskrevs av Lyman Bradford Smith. Vriesea broadwayi ingår i släktet Vriesea och familjen Bromeliaceae. Inga underarter finns listade i Catalogue of Life.